# Zorzines adorabilis
Zorzines adorabilis là một loài bướm đêm trong họ Noctuidae.